# Phường 6, thành phố Cà Mau
Phường 6 là một phường thuộc thành phố Cà Mau, tỉnh Cà Mau, Việt Nam.

## Địa lý
Phường 6 có vị trí địa lý:
- Phía đông giáp xã Định Bình
- Phía tây giáp Phường 5 và Phường 7
- Phía nam giáp xã Hòa Thành
- Phía bắc giáp phường Tân Thành và xã Tân Thành.

Phường 6 có diện tích 12,56 km², dân số năm 2022 là 24.551 người, mật độ dân số đạt 1.954 người/km².

## Hành chính
Phường 6 được chia thành 10 khóm: 1, 2, 3, 4, 5, 6, 7, 8, 9, 10.

## Lịch sử
Sau năm 1975, Phường 6 thuộc thị xã Cà Mau.
Ngày 20 tháng 12 năm 1975, Bộ Chính trị Đảng Cộng sản Việt Nam ban hành Nghị quyết số 19/NQ điều chỉnh lại việc hợp nhất tỉnh ở miền Nam Việt Nam cho sát với tình hình thực tế, theo đó tỉnh Cà Mau và tỉnh Bạc Liêu được tiến hành hợp nhất vào ngày 1 tháng 1 năm 1976 với tên gọi ban đầu là tỉnh Cà Mau – Bạc Liêu. Khi đó, Phường 6 thuộc thị xã Cà Mau, tỉnh Cà Mau – Bạc Liêu.
Ngày 10 tháng 3 năm 1976, Ban đại diện Trung ương Đảng và Chính phủ đổi tên tỉnh Cà Mau – Bạc Liêu thành tỉnh Minh Hải. Khi đó, Phường 6 thuộc thị xã Cà Mau, tỉnh Minh Hải.
Ngày 29 tháng 12 năm 1978, Hội đồng Chính phủ ban hành Quyết định số 326-CP. Theo đó, phường 6 thuộc thị xã Cà Mau.
Ngày 6 tháng 11 năm 1996, Quốc hội ban hành Nghị quyết về việc chia tỉnh Minh Hải thành hai tỉnh là tỉnh Bạc Liêu và tỉnh Cà Mau. Khi đó, Phường 6 thuộc thị xã Cà Mau, tỉnh Cà Mau.
Ngày 14 tháng 4 năm 1999, Chính phủ Việt Nam ban hành Nghị định số 21/1999/NĐ-CP về việc thành lập thành phố Cà Mau thuộc tỉnh Cà Mau. Phường 6 trực thuộc thành phố Cà Mau.